# Robert Guiscard
Robert Guiscard (z latinského Viscardus či starofrancouzského Viscart; 1015 – 17. července 1085 Kefalónie) byl normanský válečník a dobrodruh, který se svou normanskou výpravou do Byzantské říše dobyl její poslední jihoitalské državy, kde bylo následně založeno několik normanských státních celků, výrazně podporujících politiku sousedního papežského státu. Robert se stal nejprve hrabětem a později, po smrti svého bratra Onfroye, vévodou z Kalábrie a Apulie.
Robert Giuscard v osmdesátých letech 11. století podnikl se svým nejstarším synem Bohemundem několik tažení proti byzantskému Balkánu. Normané se však na Balkáně nedokázali udržet a byli Byzantinci vytlačeni. Zemřel roku 1085, zatímco jeho syn Bohemund vedl další ze série výprav proti Byzantské říši.